# Freeport (Texas)
Freeport es una ciudad ubicada en el condado de Brazoria en el estado estadounidense de Texas. En el Censo de 2010 tenía una población de 12.049 habitantes y una densidad poblacional de 272,65 personas por km².

## Geografía
Freeport se encuentra ubicada en las coordenadas 28°56′27″N 95°21′27″O / 28.94083, -95.35750. Según la Oficina del Censo de los Estados Unidos, Freeport tiene una superficie total de 44.19 km², de la cual 38.73 km² corresponden a tierra firme y (12.36%) 5.46 km² es agua.

## Demografía
Según el censo de 2010, había 12.049 personas residiendo en Freeport. La densidad de población era de 272,65 hab./km². De los 12.049 habitantes, Freeport estaba compuesto por el 64.98% blancos, el 12.18% eran afroamericanos, el 0.79% eran amerindios, el 0.5% eran asiáticos, el 0.01% eran isleños del Pacífico, el 17.14% eran de otras razas y el 4.42% pertenecían a dos o más razas. Del total de la población el 59.95% eran hispanos de cualquier raza.

## Educación

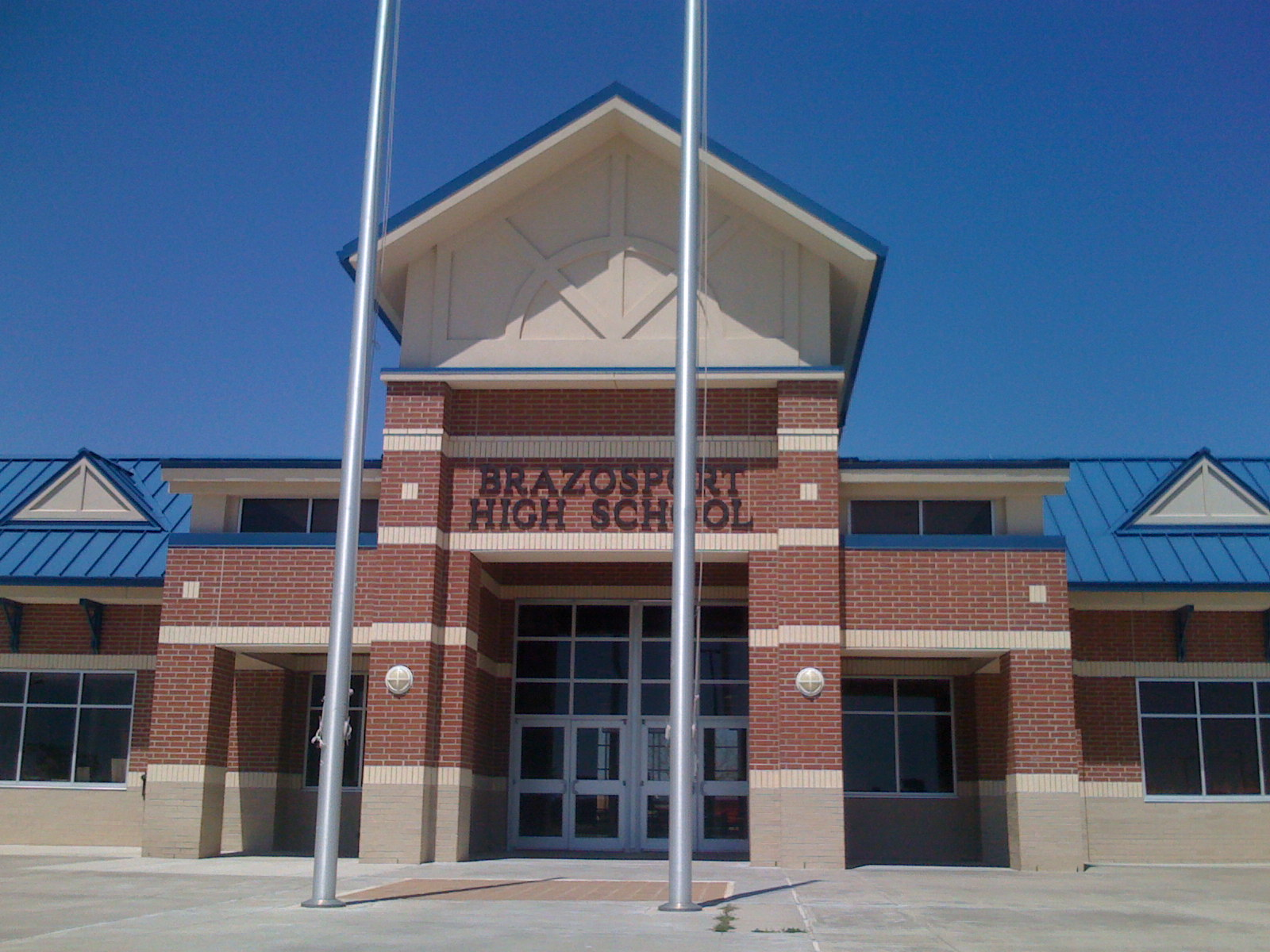
Brazosport High School

El Distrito Escolar Independiente Brazosport gestiona escuelas públicas. Brazosport High School (Escuela Preparatoria Brazosport) sirve Freeport.